# ステイ・オア・ゴー
「ステイ・オア・ゴー」 (Should I Stay or Should I Go) は、ザ・クラッシュのアルバム『コンバット・ロック』からのシングルカット曲。1981年に作られ、ミック・ジョーンズがリード・ボーカルを執った。最初のリリースから10年後にバンド唯一のチャートナンバーワンヒットとなり、2004年10月、「ローリング・ストーンが選ぶ最も偉大な500曲」の228位に選ばれた。
日本でのタイトルについては、後のコンピレーション・アルバムでは「シュド・アイ・ステイ・オア・シュド・アイ・ゴー」と表記されているものもある。

## 概要
アルバム収録曲中では、初期のパンク・ロック寄りの曲調である。曲の内容については諸説ある（そのうちの1つが間近に迫っていたジョーンズの解雇である）が、実際のところはジョーンズと、ガールフレンドのエレン・フォーリー（当時ミートローフのバックボーカル）の関係が破局を迎えようとしていたことである。詞では2人の関係の浮き沈みと、別れるか否かのジレンマが描かれている。
スペイン語でのコーラスはジョー・ストラマーの発案である：

## 発売されたシングル
1982年には別ジャケットで「ストレイト・トゥ・ヘル」との両A面、B面に「クール・コンフュージョン」を収録したものが発売された。1983年にはB面に「ファースト・ナイト・バック・イン・ロンドン」を収録したもの、1991年にはミック・ジョーンズのバンドビッグ・オーディオ・ダイナマイトの曲「ラッシュ」をB面に収録したものが発売された。。
| 年   | B面                                                                                                   | 規格            | レーベル           | 国             | 備考                                                                                          |
| ---- | --- | --------------- | ------------------ | -------------- | --------------------------------------------------------------------------------------------- |
| 1982 | CBSのロゴが刻まれている                                                                               | 45 rpm 7" vinyl | エピック ENR-03571 | アメリカ合衆国 | 片面のみのシングル                                                                            |
| 1982 | クール・コンフュージョン                                                                              | 45回転12インチ  | エピック 07 5P-223 | 日本           | -                                                                                             |
| 1982 | ストレイト・トゥ・ヘル（編集版）                                                                      | 45回転12インチ  | CBS CBS A13 2646   | イギリス       | -                                                                                             |
| 1982 | ストレイト・トゥ・ヘル（編集版）                                                                      | 45回転7インチ   | CBS CBS AII 2646   | イギリス       | ピクチャー・ディスク                                                                          |
| 1982 | イノキュレイテッド・シティ                                                                            | 45回転7インチ   | エピック 14-03006  | アメリカ合衆国 | 1982年6月10日                                                                                 |
| 1982 | クール・コンフュージョン                                                                              | 45回転7インチ   | エピック 34-03547  | アメリカ合衆国 | 1982年6月24日発売                                                                             |
| 1982 | ストレイト・トゥ・ヘル                                                                                | 45回転7インチ   | CBS CBS A 2646     | イギリス       | 1982年9月17日発売                                                                             |
| 1983 | ファースト・ナイト・バック・イン・ロンドン                                                            | 45回転7インチ   | エピック 34-03061  | イギリス       | 1983年7月20日発売                                                                             |
| 1991 | 1. ラッシュ（ダンス・ミックス）（ビッグ・オーディオ・ダイナマイトII） 2. 反逆ブルー（ザ・クラッシュ） | 45回転12インチ  | CBS / Sony         | イギリス       | A面 1. ステイ・オア・ゴー（ザ・クラッシュ） 2. ラッシュ（ビッグ・オーディオ・ダイナマイトII） |

1991年3月、バンドはリーバイス社に対し、この曲のコマーシャルでの使用許可を与えた。この時にシングルが再発売され、全英シングルチャートで1位になった。

## カヴァー・ヴァージョン
スキン、アイス・キューブ、マック10、エラー・タイプII、リヴィング・カラー、ザ・ロング・トール・テクサンズ、スパスティック・ヴィブラトーンズ、ギターウルフ、ディー・トーテン・ホーゼン、バイ・ギャング、スーパー・グリーン、ザ・ピケッツ、そしてカイリー・ミノーグといった数多くのアーティストにカヴァーされた。
ポストパンク・バンドのザ・リバティーンズはギターにジョーンズを迎え、ライヴ・ヴァージョンを演じた。ジョーンズはまたビッグ・オーディオ・ダイナマイトIIの曲「ザ・グローブ」でこの曲をサンプリングした。アメリカのパンクバンドMxPxはライヴで繰り返しカヴァーしている。ZZトップも1980年代はじめにカヴァーした。ラヴ・アンド・ロケッツは2007年12月22日、ロサンゼルスのキークラブで行われたストラマーヴィル・ベネフィットでこの曲を演奏した。
カヴァー・バンドの“キャンプ・フレディ”はアコースティック・ヴァージョンを演じた。

## パロディ
2001年、アメリカの風刺コメディアン、ポール・シャンクリンが "Will I Stay or Will I Go?" というタイトルで発表した。この中でシャンクリンは、共和党を去るべきかどうかの議論をするジョン・マケインの物真似をしている。

## 主な使用例
- カナダの人気ドラマ『インスタント・スター』と『デグラシ』のサブタイトルにこの曲の名前が使われている。
- 1991年、リーバイスのコマーシャルに使用された。
- アニメーション『ラグラッツ』(en:The Rugrats Movie) の中でアンジェリカが歌っている。
- 2003年の映画『コード46』(en:Code 46) にジョーンズがカメオ出演し、カラオケクラブでこの曲を歌っている。
- 2004年から2005年にかけて、ポンティアックのキャンペーンに使用された。
- テレビゲーム「ロックバンド」の演奏可能曲に含まれている[6]。
- イントロのリフをブラジルのコメディ・ロックバンド“マモナス・アサシナス”が「Chopis Centis」で使用した。
- コメディドラマ『ゾーイ101』(en:Zoey 101) のコマーシャルで "Should she stay, or should she go?" と言い換えて使用された。
- 1999年のBBCのテレビミニシリーズ『ブラヴォー・ツー・ゼロ』 (en:Bravo Two Zero (film)』で使用された。
- BBCのドラマ『ブラックプール』(en:Blackpool (TV serial))で使用された。
- 2014年のゲーム『Far Cry 4』のシネマティック・トレーラー及びエンディング曲として使用された。

## 順位
| チャート                     | 最高順位 | 日付       |
| ---------------------------- | -------- | ---------- |
| 全英シングルチャート         | 17       | 1982年     |
| アイルランドシングルチャート | 16       | 1982年10月 |
| Billboard Hot 100            | 45       | 1982年     |
| カナダシングルチャート       | 40       | Mar 1983   |
| 全英シングルチャート         | 1        | 1991       |
| アイルランドシングルチャート | 2        | Feb 1991   |